# Pau de Sant Jaume
La Pau de Sant Jaume és un acord entre el príncep-bisbe de Lieja i els estats del principat de Lieja realitzat l'any 1487. És el text legal més vell encara en vigor a Bèlgica, Estat al qual el principat va ser integrat el 1830.
El 19 de maig de 1477, després de la mort de Carles I de Borgonya, la seva filla Maria de Borgonya va restaurar les prerrogatives de la població de Lieja a la demanda del seu oncle Lluís de Borbó. El príncep-bisbe Joan d'Horne va continuar l'obra de rehabilitació i va codificar els usos i costums en el que es va anomenar la Pau de Sant Jaume, aprovada pels estats de Lieja el 5 d'abril de 1487. Joan d'Horne va donar-li força de llei en ratificar-lo el 28 d'abril del mateix any a l'abadia de Sant Jaume, la qual donà el nom al tractat. Aquest tractat anul·la de fet les condicions úniques de la pau de Sint-Truiden de 1465 que havien conduït el principat a més de vint anys de ruïna econòmica.
L'acord coordina tots els drets, lleis i costums del principat, cosa que va contribuir a la seguretat jurídica de la població i al floriment de la indústria i de les arts. S'hi tracten temes tan diferents com la fiscalitat, les llibertats dels ciutadans, l'organització del govern dels feus i de les senyories, el transport al Mosa, les servituds de desguàs, l'explotació del carbó i les escombraries, entre d'altres.
Unes disposicions d'aquest tractat concernint el desguàs encara estan en vigor a Bèlgica i per això la cort constitucional el considera com el text legal més antic del regne.